# Ню Возничего
Ню Возничего (лат. ν Aurigae), 32 Возничего (лат. 32 Aurigae), HD 39003 — тройная звезда в созвездии Возничего на расстоянии приблизительно 215 световых лет (около 66 парсеков) от Солнца. Возраст звезды оценивается как около 1,1 млрд лет.

## Характеристики
Первый компонент — оранжевый или жёлтый гигант спектрального класса K0III или G9,5IIIFe1Ba0,2. Видимая звёздная величина звезды — +3,95m. Масса — около 2,12 солнечных, радиус — около 19,06 солнечных, светимость — около 149,569 солнечных. Эффективная температура — около 4624 К.
Второй компонент — белый карлик спектрального класса wd.
Третий компонент — оранжевый гигант спектрального класса K. Радиус — около 50,81 солнечных, светимость — около 643,037 солнечных. Эффективная температура — около 4078 К. Видимая звёздная величина звезды — +9,5m. Удалён на 54,6 угловых секунд.